# Вырубов, Николай Алексеевич
Николай Алексеевич Вырубов (1869—1920) — русский учёный-психиатр, невролог и психоаналитик, доктор медицины (1899), экстраординарный профессор, титулярный советник.

## Биография
Родился 13 января (25 января по новому стилю) 1869 года в поселке на Прибрежно-Витимских золотопромышленных приисках Российской империи. Происходил из старинного дворянского рода Вырубовых, ведущего свое начало со времен Ивана Грозного. В год рождения Николая его отец — Алексей Алексеевич Вырубов (1841—1900), защитил диссертацию на степень доктора медицины и переехал в город Орёл, проработав там всю свою дальнейшую жизнь старшим врачом Орловско-Витебской железной дороги.
Свои детские и юные годы Николай Вырубов провел в Орле, где в 1888 году окончил местную гимназию. Переехав в Москву, поступил на медицинский факультет Московского университета, который окончил в 1893 году. Еще будучи студентом, принимал участие в работе антропологической экспедиции на Кавказе, за что был принят в члены Императорского Московского Общества любителей естествознания, антропологии и этнографии. В 1894 году был определен сверхштатным медицинским чиновником при Медицинском департаменте, который командировал его в Императорскую Военно-Медицинскую Академию для продолжения обучения. 14 августа 1895 года по личному прошению уволился со службы.
В 1895—1897 годах работал врачом землянского уездного земства, в ноябре 1897 года вновь стал сверхштатным младшим медицинским чиновником при Медицинском департаменте и был командирован в санкт-петербургскую больницу Св. Пантелеймона для усовершенствования в облсти психиатрии. В 1899 году защитил докторскую диссертацию «О перерождениях нервных клеток и волокон в спинном мозгу при нарастающем параличном слабоумии», рецензентом которой был В. М. Бехтерев. 
С мая 1900 по январь 1901 года Вырубов находился в заграничной командировке с целью научного совершенствования. Большую часть времени провел в Германии в Гейдельбергском университете. В течение каникул знакомился с клиниками и учреждениями для душевнобольных во Франции, Бельгии, Швейцарии, Австрии и Германии. По возвращении в Россию, с апреля 1901 по август 1907 года состоял директором психиатрической больницы Воронежского губернского земства в посёлке Орловка. В 1907 снова побывал в Германии, слушал курсы для врачей-психиатров при клинике профессора Э. Крепелина в Мюнхене.
В 1909 году Н. А. Вырубов основал подмосковный санаторий «Крюково» для лечения психоневрозов с использованием методов психоанализа, которым он руководил до конца 1912 года. В 1910 году совместно с Н. Е. Осиповым и О. Б. Фельцманом начал издавать журнал «Психотерапия». В декабре 1910 года он был признан медицинским факультетом Московского университета достойным звания приват-доцента, но не был утвержден в этом звании. С марта 1913 года состоял ассистентом при кафедре психиатрии Высших женских курсов. С 1914 года, в связи с началом Первой мировой войны, Вырубов занимался лечением и исследованием психозов и психоневрозов военного времени. Работал в Московском госпитале для душевнобольных воинов, а также принимал участие в работе психиатрической комиссии Красного креста. С этого же года он стал приват-доцентом кафедры нервных и душевных болезней Московского университета. С 20 апреля 1917 года – экстраординарным профессором кафедры систематического и клинического учения о нервных и душевных болезнях Казанского университета.
После Октябрьской революции, в связи с начавшейся Гражданской войной, Н. А. Вырубов в сентябре 1918 года был эвакуирован в Томск. До 1 января 1919 года он исполнял должность доцента медицинского факультета Томского университета. С 1919 года одновременно преподавал психологию на педагогическом отделении Сибирских высших женских курсов. В конце 1919 года Николай Алексеевич Вырубов выехал в Иркутск.
Дата и место его смерти Вырубова остались неизвестными. Различные источники сообщают 1918, 1919 и 1920 год (чаще всего упоминается 1920 год).
Был награждён серебряной медалью в память царствования Императора Александра III. Его сын Дмитрий (1900—1978) — учёный в области двигателестроения.